# Complot del clavel
El complot del clavel (complot de l'oeillet) fue un intento de liberar a la reina María Antonieta durante su encarcelamiento en la Conciergerie en 1793. El complot fue elaborado por Alexandre Gonsse de Rougeville, quien había estado presente durante el asalto al Palacio de las Tullerías el 20 de junio de 1792.

## Contexto

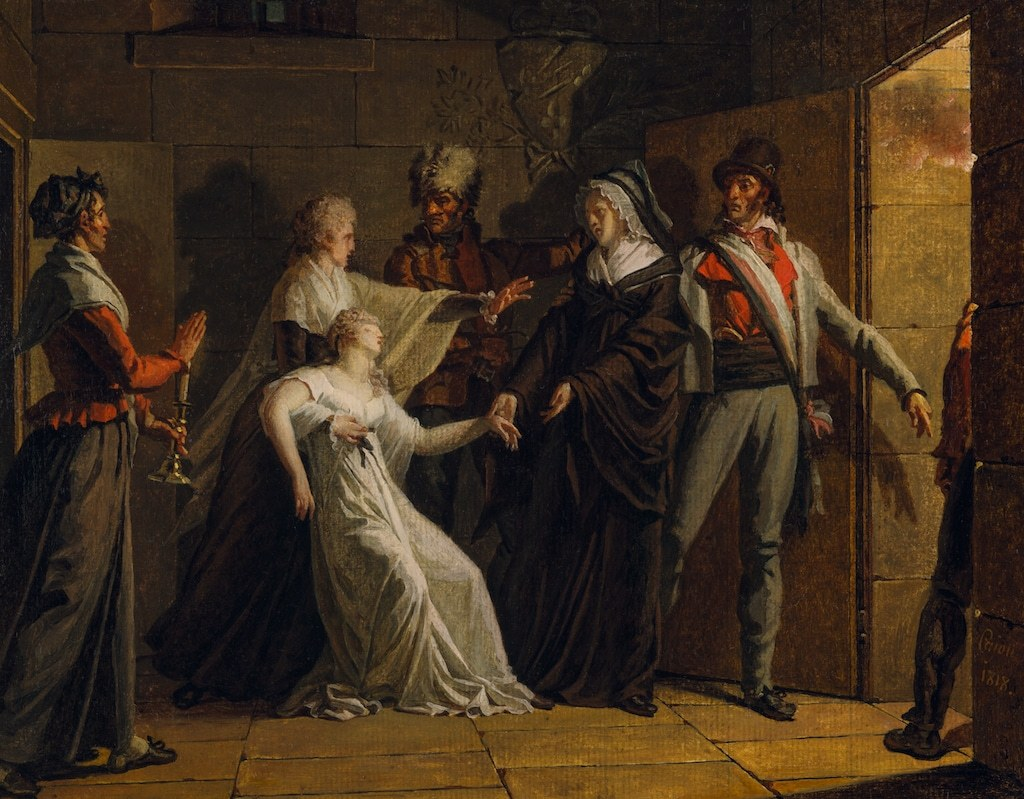
María Antonieta separada de su familia en el temple, por Jacques Augustin Pajou (1818)

Tras los acontecimientos del 10 de agosto, el rey Luis XVI y su familia fueron encerrados en la prisión del Temple, siendo el monarca ejecutado en la guillotina el 21 de enero de 1793. El 1 de agosto del mismo año, a la una de la madrugada, María Antonieta fue transferida a una celda en la Conciergerie, donde fue identificada como «prisionero 280».
Durante su encarcelamiento, Rougeville conoció al inspector de la prisión, Jean-Baptiste Michonis, quien era conocido por permitir a María Antonieta recibir visitas en su celda. Michonis, inicialmente revolucionario, terminó volviéndose favorable a la monarquía, llegando a un acuerdo con Rougeville para liberar a la reina.

## Desarrollo

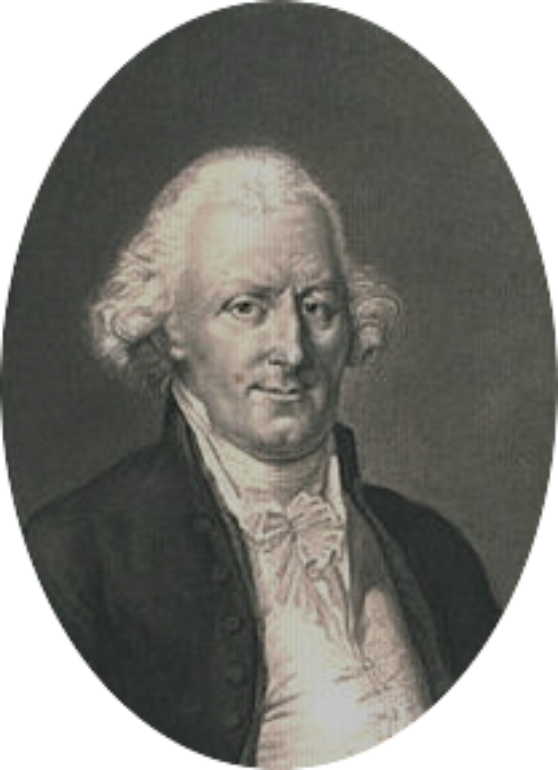
Retrato de Jean-Baptiste Michonis, por Allais Louis Jean

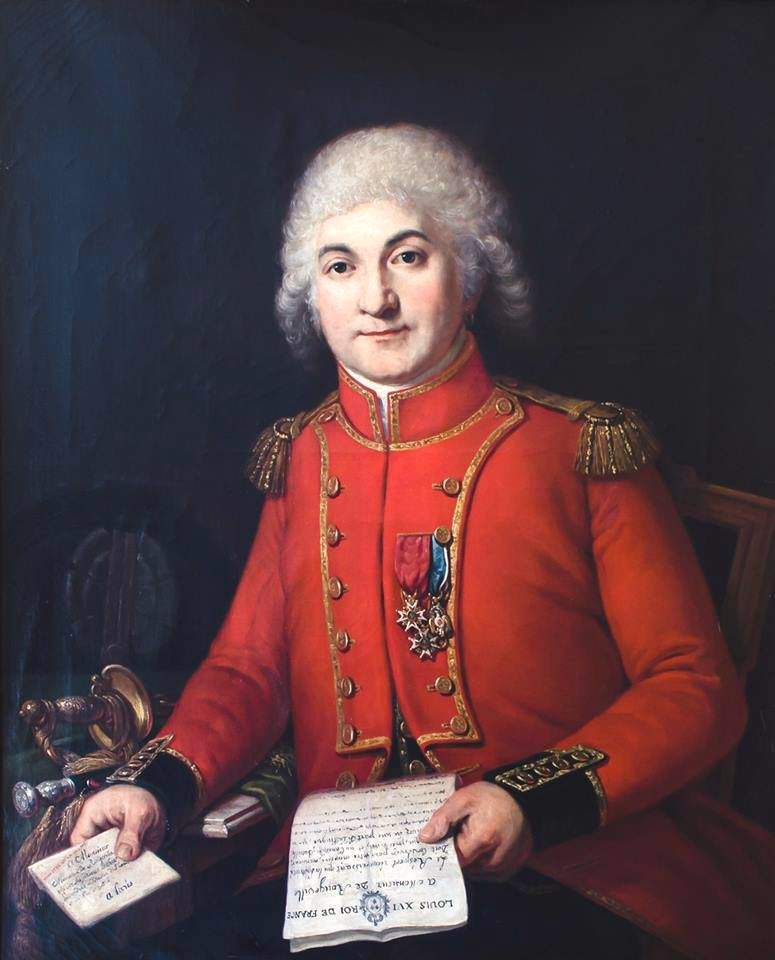
Retrato de Alexandre Gonsse de Rougeville (anónimo)

El miércoles 28 de agosto, Rougeville acompañó a Michonis a la Conciergerie. Tras ver a María Antonieta, Rougeville escribió:

La habitación era pequeña, húmeda y maloliente (...) había tres camas: una para la reina, la otra, al lado, para la mujer que la servía; la tercera, para los dos gendarmes, quienes no abandonaban la habitación en ninguna ocasión o bajo ninguna circunstancia. El marco de la cama era, al igual que los otros, de madera, 
la ropa de cama consistía en un colchón de paja, un colchón de lana y una manta gastada y sucia, usada por los prisioneros durante mucho tiempo.

Antes de su llegada a la Conciergerie, Rougeville había prendido dos claveles a su solapa con un alfiler, dentro de los cuales se hallaba oculto un mensaje, dejándolos caer cerca de una estufa de leña y haciendo posteriormente una señal a María Antonieta para que los recogiese.
Existen varias versiones acerca de lo que sucedió a continuación. Una versión afirma que un gendarme, advirtiendo lo ocurrido, cogió los claveles y vio la nota, mientras que otra sostiene que la esposa del conserje, Madame Richard, vio los claveles y los cogió, tras lo cual Rougeville corrió tras ella y se los quitó. Una tercera versión, la más comúnmente aceptada, afirma que tras la marcha de Rougeville y Michonis, María Antonieta vio la nota y la leyó sin que los centinelas se dieran cuenta. Supuestamente, la nota dejada por Rougeville decía: «Tengo hombres y dinero», si bien, según Stefan Zweig, el mensaje era el siguiente:

Protectora mía, nunca la olvidaré, buscaré siempre el medio de poder hacerle ver
mi celo; si tiene necesidad de trescientos o cuatrocientos luises para los que la rodean, se los traeré el próximo viernes.

Tras leer la nota, María Antonieta la destruyó y escribió su respuesta en un trozo de papel en blanco. Debido a que no disponía de pluma ni lápiz, la reina escribió el mensaje haciendo pequeñas marcas con un alfiler. En su nota, María Antonieta decía: «Estoy constantemente vigilada; no hablo con nadie; confío en vos». María Antonieta entregó la nota a un gendarme llamado Jean Gilbert, cómplice del complot, indicándole que era la respuesta que tenía preparada para Rougeville cuando volviese a visitarla. No obstante, Gilbert entregó dicha nota a Madame Richard, quien a su vez se la entregó a Michonis al día siguiente, el cual tomó la precaución de realizar varias punciones en la nota con el fin de hacerla ilegible y obstruir así la posterior investigación.
El 30 de agosto, Rougeville se dirigió a la Conciergerie disfrazado. Una vez allí, junto con Michonis, abordó con la reina los detalles del plan de fuga, fijándose la huida para la noche del 2 al 3 de septiembre. El conserje Richard y su esposa, así como una mujer llamada Marie Harel, se comprometieron a colaborar, disponiendo Rougeville de 400 luises de oro y 10.000 libras para sobornar a los gendarmes. Según el plan, la noche en cuestión Michonis debía llegar a las diez en punto y hacer salir a María Antonieta de la Conciergerie bajo órdenes de las autoridades municipales. Una vez fuera, Rougeville saldría a recibirla y la llevaría hasta una propiedad de Hérault de Séchelles ubicada en el territorio de Livry-Gargan, donde se encontraría con Madame de Jarjayes, con quien la reina viajaría posteriormente a Alemania.
Rougeville y Michonis llegaron el día señalado. La reina, quien ya estaba preparada, abandonó su celda y cruzó un pequeño patio. No obstante, antes de que pudiese abandonar la Conciergerie, el guardia Gilbert, inicialmente comprometido en el complot, detuvo a María Antonieta y declaró que si se llevaban a la reina avisaría a la guardia, lo que provocó el fracaso del plan.

## Hechos posteriores

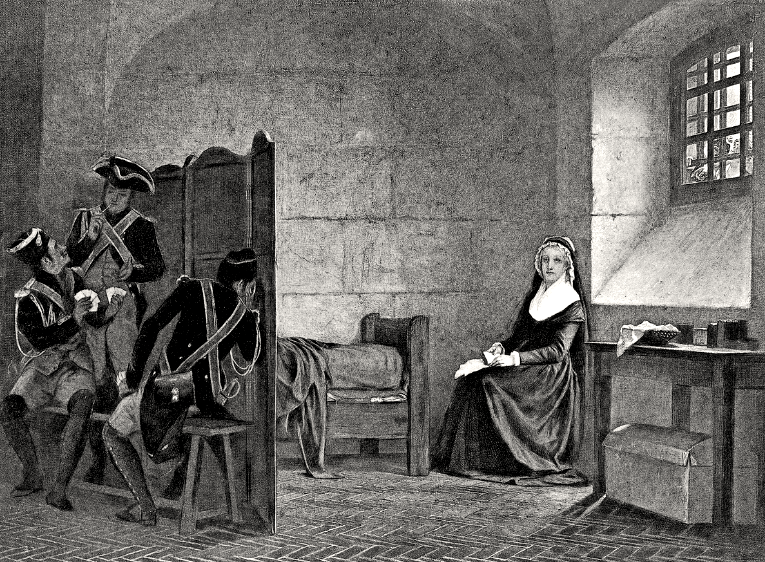
Grabado de María Antonieta en la Conciergerie (anónimo)

El 3 de septiembre, Gilbert denunció el complot, el cual pasó a ser conocido públicamente. Tras ser descubiertos, Michonis, Toussaint Richard y Madame Richard fueron arrestados, mientras que Rougeville logró escapar, estableciéndose posteriormente en Reims, donde murió fusilado en 1814.
María Antonieta fue interrogada sobre el complot, rechazando todos los cargos que pudiesen recaer sobre Michonis y Rougeville. Como consecuencia del incidente, la reina fue trasladada a una segunda celda, estando separada de sus centinelas únicamente por un biombo. Tras ser juzgada, María Antonieta fue condenada a muerte y ejecutada en la guillotina el 16 de octubre de 1793.
Michonis fue posteriormente condenado a muerte en el proceso de los camisas rojas y guillotinado el 17 de junio de 1794. Toussaint Richard y su esposa no fueron liberados hasta después de la ejecución de la reina, volviendo a su anterior trabajo y muriendo Madame Richard en 1796 tras haber sido apuñalada en el corazón por un convicto condenado a veinte años de prisión mientras le tendía un cuenco de sopa. Jean Gilbert, supuestamente, se suicidó de un disparo en la cabeza en un acto de desesperación tras haber apostado dinero de su empresa.